# Pronunciamiento de Porlier
El pronunciamiento de Porlier o pronunciamiento de Santiago de Compostela es un pronunciamiento lanzado por el general Juan Díaz Porlier en La Coruña en la noche del 17 al 18 de septiembre de 1815 con el objetivo de derribar al régimen absolutista de Fernando VII y restaurar la Constitución de Cádiz.
Se trata del primer pronunciamiento liberal en la historia de España.

## Desarrollo

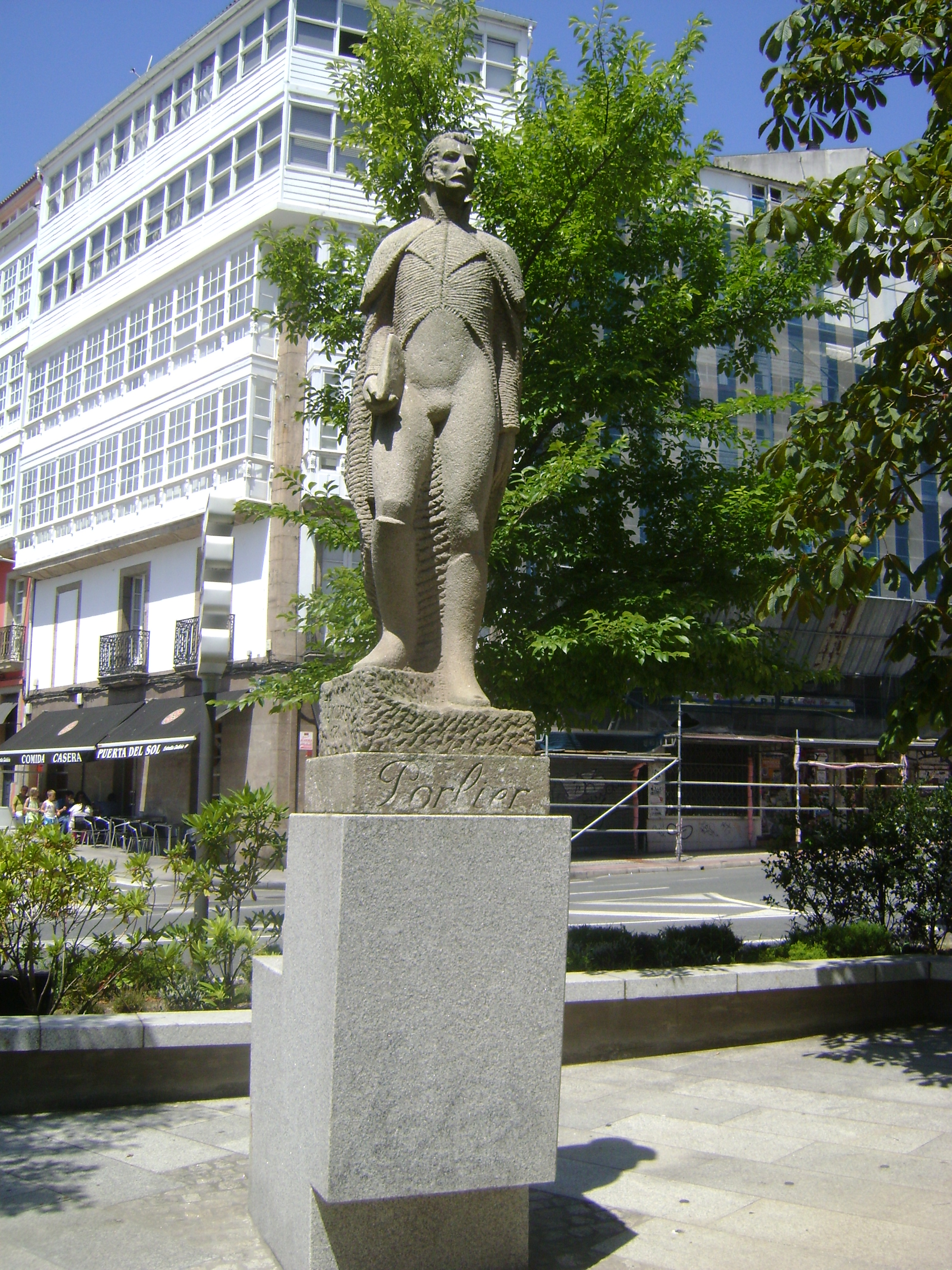
Estatua de Juan Díaz Porlier en La Coruña.

En junio del 1814, Díaz Porlier fue suspendido y condenado a cuatro años de cárcel en el contexto de una campaña de represión dirigida por Fernando VII contra las principales figuras liberales.
Cumpliendo su condena en La Coruña, al beneficiarse de un régimen de semilibertad por motivos de salud pudo mantener contacto con algunos militares liberales de la región, así como con la población civil, en particular comerciantes gallegos, descontentos con la política económica del gobierno.
La noche del 17 al 18 de septiembre lanzó su pronunciamiento en solitario desde el Castillo de San Antón  donde estaba detenido, contentándose con proclamar el restablecimiento de la Constitución de Cádiz. Sin embargo, según Víctor Sánchez Martín, Porlier pretendía obtener la convocatoria de Cortes extraordinarias para modificar la Constitución.
Primero recabó el apoyo de sus carceleros y se le unieron los soldados a los que había comunicado sus intenciones con anterioridad. Animados por los habitantes de la ciudad, tomaron al poco tiempo la capitanía general de La Coruña, y recibieron el apoyo de la mayor parte de las tropas apostadas en Ferrol. Porlier fue finalmente capturado por las tropas del gobernador militar cuando avanzaba hacia Santiago de Compostela,  cuya guarnición, conocidamente más conservadora y clericalista, pretendía someter, después de sobornar el clero compostelano a algunos de los insurgentes.
35 oficiales fueron detenidos a consecuencias del levantamiento. Solo Porlier fue condenado a muerte y ahorcado el día 3 de octubre de 1815 (dado que estaba suspendido de sus funciones militares en el momento de los hechos, se rechazó su solicitud de ser fusilado), siendo condenados los demás a años de cárcel.
A pesar de su carácter «típicamente individualista y romántico», este levantamiento suscitó preocupación en el gobierno, que tomó medidas preventivas en otros lugares de la península.